# Karl Arndt
Karl Arndt (10 de março de 1892 - 30 de dezembro de 1981) foi um general alemão que serviu na Segunda Guerra Mundial.

## História
Karl Arndt iniciou a sua carreira militar como um soldado em 1908. Ele lutou na Primeira Guerra Mundial (1914-18) no Regimento de Infantaria 46. Subiu para a patente de Leutnant em 1918.
Ele foi feito prisioneiro pelos Britânicos em Setembro de 1918 e libertado em Março do ano seguinte.
Em setembro de 1939, ele comandou um batalhão de infantaria, com a patente de Oberstleutnant. Promovido a Oberst em 20 de Outubro de 1940, ele assumiu o comando do Regimento de Infantaria 511. Foi o comandante oficial da 293ª Divisão de Infantaria (10 de Janeiro de 1943).
Foi promovido para a patente de Generalmajor em 10 de Março de 1943, e após Generalleutnant em 8 de Novembro de 1943. Arndt assumiu o comando da 359ª Divisão de Infantaria (20 de Novembro de 1943) e mais tarde o LIX Corpo de Exército (17 de Janeiro de 1945). Assumiu o comando do XXXIX Corpo Panzer em 25 de Abril de 1945.
Foi feito prisioneiro pelos Americanos em 8 de Maio de 1945, e libertado em 5 de Julho de 1947. Faleceu em Balve-Langenholthausen em 30 de Dezembro de 1981.

## Condecorações
| Cruz de Ferro (1914) 2ª Classe                                   | 3 de outubro de 1914   |
| Cruz de Ferro (1914) 1ª Classe                                   | 26 de janeiro de 1918  |
| Distintivo de Feridos (1914) em Preto                            |                        |
| Distintivo de Feridos (1914) em Preta                            | 31 de julho de 1918    |
| Cruz de Honra da Guerra Mundial 1914/1918                        | 31 de dezembro de 1934 |
| Condecoração por Longo tempo de Serviço da Wehrmacht 1ª Classe   | 2 de outubro de 1936   |
| Cruz de Ferro (1939) 2ª Classe                                   | 27 de outubro de 1939  |
| Cruz de Ferro (1939) 1ª Classe                                   | 17 de junho de 1940    |
| Distintivo da infantaria de assalto                              |                        |
| Medalha da Frente Oriental                                       | 19 de agosto de 1942   |
| Cruz Germânica em Ouro                                           | 2 de julho de 1944     |
| Cruz de Cavaleiro da Cruz de Ferro                               | 23 de janeiro de 1942  |
| Cruz de Cavaleiro da Cruz de Ferro com Folhas de Carvalho nº 719 | 1 de fevereiro de 1945 |
| Mencionado na Wehrmachtbericht                                   | 22 de janeiro de 1945  |